# Église Saint-Nicolas de Kargopol
Pour les articles homonymes, voir Église Saint-Nicolas.
L'église Saint-Nicolas (en russe : Никольская церковь (Каргополь)) est une église orthodoxe à une seule coupole, édifiée en pierre blanche en 1741, dans la ville de Kargopol, dans l'oblast d'Arkhangelsk en Russie. À l'origine, la toiture était couverte par cinq coupoles. Au cours des années, plusieurs annexes ont été accolées au volume primitif. Par ailleurs, l'édifice a reçu le statut de monument protégé au niveau de l'héritage culturel de la fédération de Russie sous le n° 291610616310005.

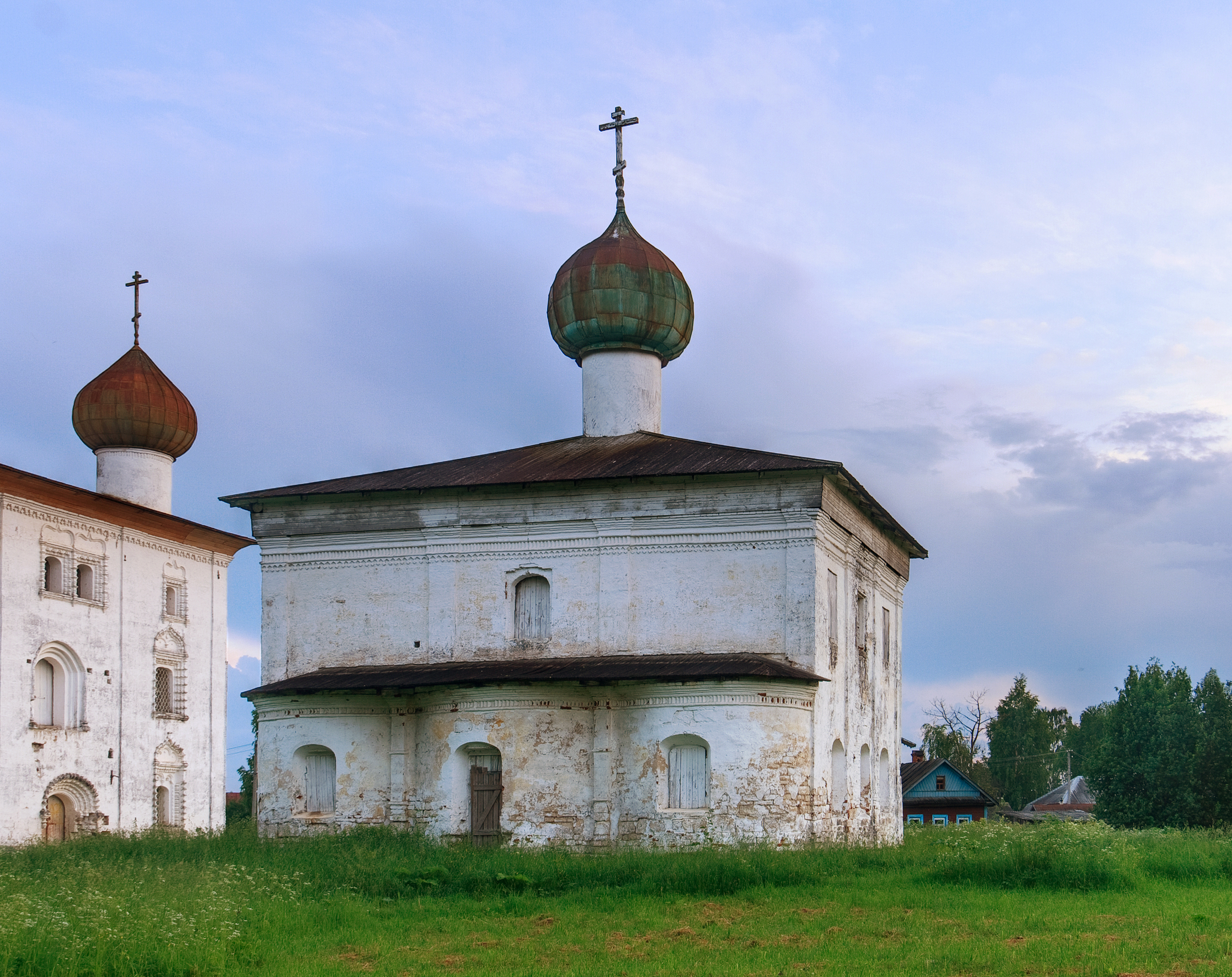
église Saint-Nicolas à Kargopol voisine de l'Église de l'Annonciation (Kargopol)